# 卡特琳·亨德里希
卡特琳·尤利娅·亨德里希（德語：Kathrin Julia Hendrich，1992年4月6日—），德国女子足球运动员，场上位置是后卫。她曾代表德国国家队参加2024年夏季奥林匹克运动会女子足球比赛，获得一枚铜牌。